# Anasa tristis

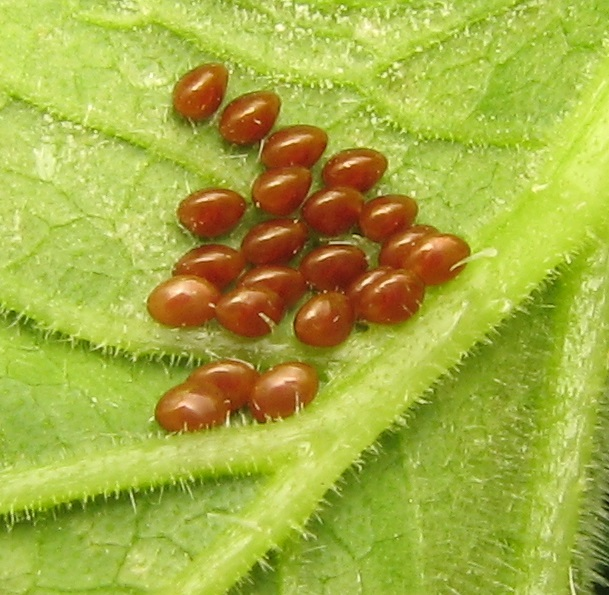
Huevos en el reverso de una hoja de zapallo

La chinche de la calabaza (Anasa tristis) es una especie de insecto hemíptero de la familia Coreidae. Es una seria plaga de las cucurbitáceas en América del Norte. Además de alimentarse de las plantas puede transmitir la bacteria Serratia marcescens. Tiene un fuerte olor desagradable.

## Descripción
El adulto es grisáceo castaño, algo aplanado. Llega a medir 0.75 cm. A menudo tiene una hilera de manchitas alternada marrones y doradas a lo largo del margen del abdomen. Los adultos viven tres a cuatro meses.

## Distribución
Se encuentra principalmente en Norteamérica, donde es una seria plaga de la agricultura. Llega hasta Brasil.

## Plantas hospederas
Se alimenta de plantas de la familia Cucurbitaceae, zapallos y calabazas. Algunas variedades y cultivares son más resistentes que otras.

## Ciclo vital
En la parte más al sur de su distribución la hembra alcanza a poner dos o tres grupos de alrededor de dieciocho huevos cada uno, pero más al norte, solo pone una camada de huevos. Los huevos son ovalados, algo aplanados, de color bronce y son depositados en el reverso de las hojas de la planta huésped. Pueden estar agrupados o separados, pero generalmente están arreglados en forma regular.
Los huevos eclosionan en siete a nueve días y las ninfas pasan por cinco estadios. Las del primer estadio son verdes y miden 2,5 mm de longitud. Los estadios siguientes son grises y más vellosos. El quinto es gris, con los botones de alas y mide 10 mm de longitud. El ciclo lleva 33 días.

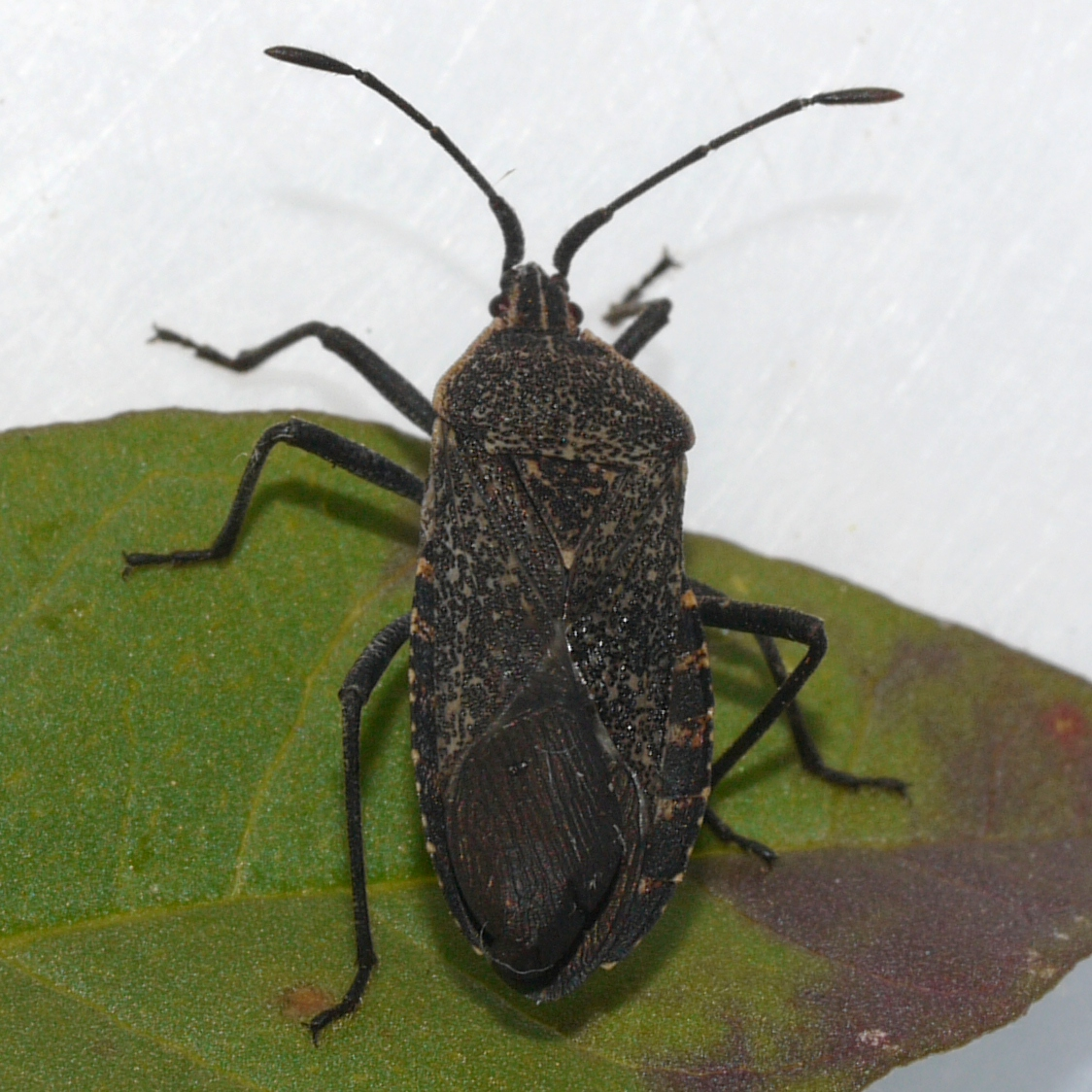
Adulto

## Daños
Anasa tristis chupa la savia, especialmente de las hojas, pero también puede alimentarse de los frutos. Antes se creía que la saliva era tóxica para la planta pero no parece ser así. Las hojas se marchitan, oscurecen y finalmente caen debido a la pérdida de savia. El otro problema es que el insecto puede transmitir la bacteria Serratia marcescens que mata las plantas.
Hay algunos controles biológicos, como la mosca taquínida parasítica, Trichopoda pennipes.